# 20441 Еліягмена
20441 Еліягмена (20441 Elijahmena) — астероїд головного поясу, відкритий 10 травня 1999 року.
Тіссеранів параметр щодо Юпітера — 3,573.